# Micheline Charest
Micheline Charest (* 1953 in London; † 14. April 2004 in Montreal) war eine internationale TV-Produzentin und Gründerin der CINAR AG.
Sie erlangte ihren Abschluss an der London International Film School. Besondere Bekanntheit erlangte sie durch die weltweit verbreitete Serie Grusel, Grauen, Gänsehaut. Ihr Unternehmen befand sich in Kanada. Sie starb 2004 an den Folgen einer freiwilligen Schönheitsoperation.